# 520

## Починали
- Виталиан, византийски военачалник